# Nadškofija Salzburg
Nadškofija Salzburg (latinsko Archidioecesis Salisburgensis, nemško Erzdiözese Salzburg) je nadškofija in metropolija Rimskokatoliške cerkve, ena izmed dveh v Avstriji (poleg Nadškofije Dunaj). 
Nadškofija obsega mesto in zvezno deželo Salzburg ter severovzhod Tirolske in je danes po Kölnski nadškofiji najstarejša obstoječa nadškofija v nemško govorečem svetu. Škofija je bila ustanovljena leta 739 kot škofija v Salzburgu, leta 798 je postala nadškofija in v letih po 1328 kot knezonadškofija Salzburg, ki je bila sekularizirana leta 1803 in je ločevala pastoralno oskrbo in politično ozemlje. Salzburški nadškofi imajo častni naziv Primas Germaniae in apostolski legat.
Kot metropolitanska škofija je v Salzburgu sedež Metropolije Salzburg, ki vključuje Zahodno in Južno Avstrijo. Zdaj obsega še štiri sufraganske škofije: Gradec - Sekova, Krška škofija (s sedežem v Celovcu), Innsbruck in Feldkirch.
Samo ozemlje nadškofije je nekoliko širše od meja avstrijske zvezne dežele Salzburg in poleg nje obsega še severovzhodni del Tirolske. Nadškofija je razdeljena na 17 dekanij; 12 jih je v zvezni deželi Salzburg: Altenmarkt, Bergheim, Hallein, Köstendorf, Saalfelden, mesto Salzburg, St. Georgen, St. Johann im Pongau, Stuhlfelden, Tamsweg, Taxenbach, Thalgau; na Tirolskem pa 5: Brixen im Thale, Kufstein, Reith im Alpbachtal, St. Johann na Tirolskem in Zell am Ziller.

## Zgodovina
Vita Sancti Severini poroča, da je bila okoli leta 450 krščanska kongregacija v rimskem Iuvavumu z dvema cerkvama in samostanom. Po umiku rimske vojske leta 488 je bilo mesto med obdobjem preseljevanja opuščeno in morda uničeno.
Sveti Rupert je prišel leta 696 in ustanovil Samostan sv. Petra in Samostan benediktink Nonnberg. Verjetno je imel okoli leta 700 postavljeno veliko cerkev v čast svetega Petra in ustanovil skupnost škofijskih duhovnikov (kanonikov), iz katere se je kasneje razvil stolni kapitelj.
Bonifacij je leta 739 prinesel papeško potrditev za novo ustanovljeno škofijo in določil škofijske meje. Irski menih in škof Virgil je v Salzburgu zgradil tridelno stolnico in v njej so 24. septembra 744 pokopali Rupertove relikvije, kar je takrat pomenilo kanonizacijo.
Papež Leon III. jo je 20. aprila 798, na prošnjo frankovskega kralja Karla Velikega povzdignil v nadškofijo, kateri so bili podrejeni bavarski volilni škofi Freisinga, Neuburga, Passaua, Regensburga in Säbna. Ta cerkvena pokrajina je začasno vključevala celotno staro bavarsko plemensko območje, to je večino današnje Avstrije in Bavarske (razen Frankovske in Švabske), današnjo Južno Tirolsko in Trentino, velike dele Madžarske, Češke, Slovenije in Slovaške. Salzburg je bil nekoč druga največja škofija na svetu. Arno je bil prvi nadškof. Nastanek cerkvene pokrajine je povezan s prizadevanji za oblikovanje bavarske državne cerkve.
Od takrat naprej je bila iz Salzburga pokristjanjena predvsem Karantanija. Tam so bili ustanovljeni številni samostani kot baze. Leta 796 je Salzburg za misijon dobil območje okrog Blatnega jezera (Madžarska) do Donave in Drave. 5. februarja 816 je cesar Ludvik Pobožni v Aachnu nadškofiji podelil imuniteto s kraljevsko zaščito. V času Ludvika Pobožnega je večina cerkva dobila to pravico. Imuniteta s kraljevo zaščito je cerkev osvobodila javne pristojnosti grofov. V 9. stoletju je cerkvena imuniteta sodstvu oprostila tudi hudih kaznivih dejanj. Cerkveni gospodar je bil tako izenačen s pravnim statusom grofije. Ko je bila leta 1001 ustanovljena Nadškofija Gran, je današnja Gradiščanska postala meja cerkvene province.
Salzburški nadškofje so papeža podprli v sporu glede investiture. Pod Gebhardom so mesto Salzburg večkrat opustošili cesarjevi privrženci. Gebhard je zato leta 1077 za zaščito zgradil trdnjavo Hohensalzburg.
Cesar Friderik I. Barbarossa je nadškofu Konradu II. leta 1166 naložil cesarsko prepoved. Naslednje leto je v mestnem požaru zgorela stolnica in uničila zaklad. Cesarske čete so bile nato obtožene požiga mesta. Konrad III. – prvi salzburški kardinal – je po mirovnem sporazumu leta 1177 lahko začel obnovo in zgradil veličastno triladijsko romansko stolnico.
Na območju škofije Salzburg so bile ustanovljene škofije Krka (1072), Chiemsko jezero (1215), Sekova (1218) in Lavant (1228).
Nadškofu Eberhardu II., stalnemu podporniku Staufovcev, je uspelo med letoma 1200 in 1246 zgraditi zaprto nadškofijsko ozemlje iz okrožij, sodišč in sodnih izvršiteljev. Od leta 1275 se je začela zadnja faza ločitve dežele Salzburg od matične države Bavarske. Salzburška knezonadškofija je leta 1328 dobila svoje deželne predpise. Ker so bili salzburški nadškofje do leta 1803 tudi knezi v Svetem rimskem cesarstvu, so nosili naslov knezonadškofa.
Salzburška stolnica je bila prva salzburška cerkev, ki je bila obnovljena v baročnem slogu in posvečena leta 1628. Številne druge baročne zgradbe, zgrajene v naslednjih desetletjih, odločilno oblikujejo sedanji izgled Salzburga.
Cesar Jožef II. je okoli leta 1785 ustanovil škofijo v Leobnu in na račun salzburške nadškofije razširil škofije Sekova in Krka. Med letoma 1675 in 1690 je nadškof Max Gandolf von Kuenburg v čarovniških procesih usmrtil več kot 150 ljudi zaradi domnevnih čarovništva.
Po sekularizaciji leta 1803 salzburški nadškofje niso bili več vladarji. Kot vojvodina Salzburg, ki je bil tudi volilna kneževina, je padla pod velikega vojvodo Ferdinanda III. skupaj z nadškofijo Berchtesgaden, Passau in Eichstätt. Leta 1805 je prišla pod Avstrijo z Berchtesgadnom, pod Bavarsko pa leta 1809/1810. Leta 1816 je večina Salzburga končno prišla pod Avstrijo. Berchtesgaden in Rupertiwinkel sta ostala pod Kraljevino Bavarsko. Leta 1818 je bila Škofija Chiemsko jezero ukinjena in nadškofija je dobila današnjo razširjenost. Šele po padcu Avstro-Ogrske monarhije in razglasitvi republike je nadškof Rohracher zase in za svoje naslednike izročil naslov knezonadškofa.

## Posebne pravice salzburških nadškofov
- Seznam salzburških škofov in nadškofov

Salzburški nadškof je imel naslove:
- Legatus natus (trajna zapuščina papeža) od leta 1179
- Primas Germaniae

Že leta 1027 so salzburški nadškofje v njihovi cerkveni pokrajini lahko namesto papeža v nujnih primerih sprejemali odločitve in tudi cerkvi naložili in razrešili prepoved. Od leta 1072 do konkordata iz leta 1934 so imeli pravico do imenovanja škofov, brez papeževega dovoljenja, v sufraganskih škofijah Chiemsko jezero, Sekova, Krka in Lavant. Na prvem vatikanskem koncilu leta 1869 je zato pozdravil papež Pij IX. salzburškega nadškofa Maksimilijana Jožefa von Tarnóczy s besedami »Poglejte, prihaja pol papež, ki lahko sam postavi škofe«.
Po napisu na spomeniku Andreasu Jakobu von Dietrichsteinu v salzburški stolnici je bil prvi salzburški nadškof, ki je naziv Primas Germaniae uradno prejel od svetorimskega cesarja. (V zgodovini so naslov knezoškofa nosili nadškofi Trierja, Mainza, Magdeburga in Salzburga, pogosto hkrati, kar nasprotuje dejanskemu dobesednemu pomenu. Pristojnosti za druge nadškofije cesarstva niso bile nikoli povezane z naslovom).
Salzburški nadškofje imajo, podobno kot nadškofje v Gnieznu, Esztergomu - Budimpešti, Kölnu in Pragi tudi častni naziv apostolski legat (latinsko legatus natus). Kot zunanji znak tega položaja jim je dovoljeno, da v svoji nadškofiji nosijo legatski škrlat – slovesno oblačilo, ki je veliko starejše od škrlatne halje kardinalov. Salzburški nadškofje so od leta 1854 edini nadškofje, ki so v rimski kuriji nosili legatski škrlat.
Za razliko od stolnih kapitljev v drugih avstrijskih škofijah, ima kapitelj v Salzburgu pravico izbrati bodočega nadškofa iz tritočkovnega predloga papeža (člen IV, odstavek 1, stran 3 Konkordata med Svetim sedežem in Republiko Avstrijo z dne 5. junija 1933).

## Struktura
Salzburško nadškofijo sestavlja 17 dekanijskih uradov.
Nadškofiji Salzburg so podrejene:
- Škofija Gradec - Sekova na Štajerskem
- Škofija Krka na Koroškem; sedež v Celovcu
- Škofija Innsbruck na Tirolskem
- Škofija Feldkirch na Predarlskem
- (zgodovinsko ji je bila vse do leta 1924 podrejena tudi Lavantinska škofija, še po preselitvi sedeža v Maribor)